# Johann Legner
Johann Legner (* 18. Mai 1954 in Bopfingen; † 14. November 2015 in Berlin) war ein deutscher Journalist und Buchautor.

## Leben

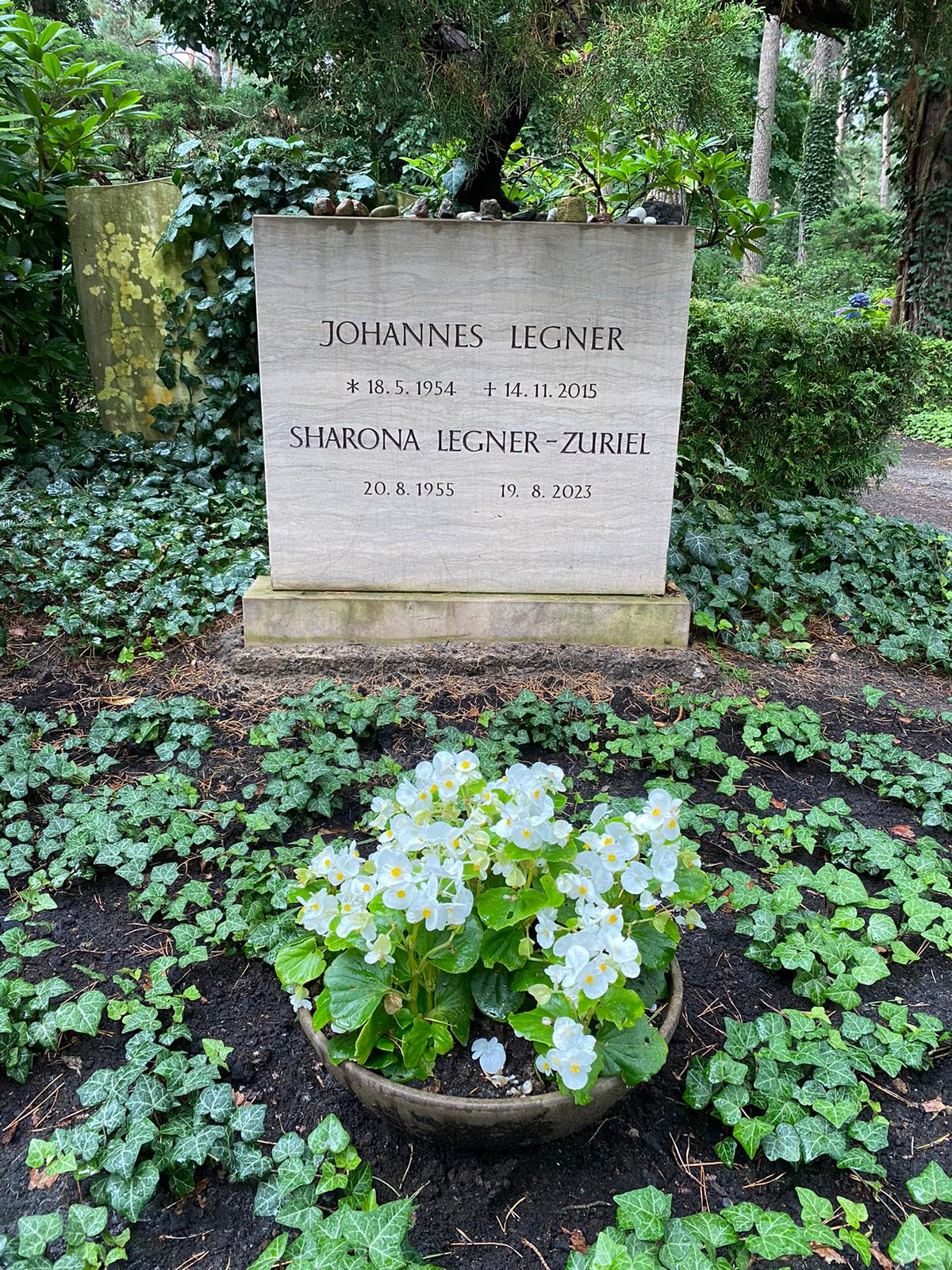
Grabstätte auf dem Waldfriedhof Dahlem

Nach dem Abitur 1973 studierte Johann Legner Politologie und Volkswirtschaft an der Freien Universität Berlin und dem IEP Strasbourg. 1979 schloss er als Diplom-Politologe ab. Er arbeitete bis 1985 als Redakteur der alternativen Tageszeitung taz und gehörte Ende 1980 zu den Mitbegründern der ersten Lokalausgabe des Blattes in Berlin.
Später war Legner für den Nachrichtensender n-tv tätig. Von 1996 bis 2000 arbeitete er als Pressesprecher für Joachim Gauck, den damaligen Bundesbeauftragten für die Stasi-Unterlagen. Es folgten Tätigkeiten als stellvertretender, zeitweilig auch kommissarischer Chefredakteur der Lausitzer Rundschau und als USA-Korrespondent der Nachrichtenagentur dapd. Im Oktober 2014 veröffentlichte Legner eine Biographie des 2012 zum Bundespräsidenten gewählten Gauck.
Im Alter von 61 Jahren starb Legner im November 2015 in einem Berliner Krankenhaus. Seine letzte Ruhestätte fand er auf dem Waldfriedhof Dahlem.

## Werke
- Politik im Nirgendwo – Parteipolitik in  Ostdeutschland. In: Hanno Burmeister, Isabella Pfaff (Hrsg.): Politik mit Zukunft – Thesen für  eine bessere Bundespolitik. Springer, Wiesbaden 2013, ISBN 978-3-658-01191-8.
- Joachim Gauck – Träume vom Paradies. Bertelsmann, München 2014, ISBN 978-3-570-10162-9.
- GREXIT: Was uns die Griechenland-Lüge kostet. CBX, Freising 2015, ISBN 978-3-945794-33-3; als Hörbuch: 6 CDs, gelesen von Markus Böcker, Abot, München 2015, ISBN 978-3-95471-397-4.